# 安岳県
安岳県（あんがく-けん）は中華人民共和国四川省資陽市に位置する県。

## 地理
安岳県は四川省東部に位置する。県域は丘陵地帯により主に構成されている。

## 歴史
秦代は巴郡、蜀郡の、漢代以降は資中県、牛鞞県、墊江県、徳陽県の管轄地域とされた。南北朝時代には南朝梁により普慈郡が設置された。575年（建徳4年）、北周はこの地に普州を設置すると同時に安岳県を新設している。
967年（乾徳5年）、宋代は安岳県と普康鎮と改編、太平興国年間ごりに普康県が一時期設置されたが、1072年（熙寧5年）に再び普康鎮とされた。元末明初の動乱期に明玉珍により大夏国が宣告されると再び安岳県が設置されている。
1662年（康熙元年）、安岳県は遂寧県に編入、更に1677年（康熙16年）に遂寧県は楽至県に編入されたが1729年（雍正7年）に再び安康県が設置され潼川直隷州（1734年に潼川府に昇格）の管轄とされた。
1912年（民国元年）、府州制の廃止と道制に施行に伴い安岳県は嘉陵道の管轄とされたが、まもなく道制は廃止され四川省直轄とされた。1949年10月の中華人民共和国成立直後は川北行署区遂寧専区の管轄とされたが、1958年に遂寧専区の廃止に伴い内江専区（1968年に内江地区と改称）に移管、1998年2月に資陽市、簡陽県、楽至県、安岳県に資陽地区が新設されるとそれに移管、2000年に地級市としての資陽市が成立しその管轄県となり現在に至る。

## 行政区画
- 街道:岳城街道、石橋街道
- 鎮:岳陽鎮、鴛大鎮、通賢鎮、竜台鎮、姚市鎮、林鳳鎮、毛家鎮、永清鎮、永順鎮、石羊鎮、両板橋鎮、護竜鎮、李家鎮、元壩鎮、興隆鎮、天林鎮、鎮子鎮、文化鎮、周礼鎮、馴竜鎮、華厳鎮、臥仏鎮、長河源鎮、忠義鎮、護建鎮、南薰鎮、思賢鎮、清流鎮、協和鎮、朝陽鎮、乾竜鎮、大平鎮
- 郷:来鳳郷、天馬郷、雲峰郷、岳新郷、東勝郷、高升郷、横廟郷、白塔寺郷、双竜街郷、合義郷、千仏郷、拱橋郷

## 経済
安岳は中国における豚肉、レモンの主要な生産地である。また工業方面では食品加工、養蚕、医薬、軽機械工業、自動車部品、建材等を中心に発展している。

## 交通
道路
高速道路
- 渝蓉高速道路（中国語版）
- 遂宜華高速道路（中国語版）

## 名所・旧跡・観光スポット
- 毗盧洞
- 安岳石刻
- 千仏寨

## 健康・医療・衛生
- 安岳県人民医院